# Église Saint-Bernard de Strasbourg
 (novembre 2022).
Si vous disposez d'ouvrages ou d'articles de référence ou si vous connaissez des sites web de qualité traitant du thème abordé ici, merci de compléter l'article en donnant les références utiles à sa vérifiabilité et en les liant à la section « Notes et références ».
L'église Saint-Bernard est une église catholique située à l'angle de la rue d'Ypres et du boulevard Jean-Sébastien Bach dans le quartier du Conseil des XV à Strasbourg.
Cet édifice a été édifié en 1962 selon les plans des architectes Jean Monserat et Joseph Schwab.
L'église est de forme circulaire avec un clocher ou campanile séparé, de forme octogonale.[réf. nécessaire]